# Effeltrich
Effeltrich település Németországban, azon belül Bajorországban. Lakosainak száma 2546 fő (2023. december 31.). Effeltrich Pinzberg, Poxdorf és Langensendelbach községekkel határos.

## Népesség
A település népessége az elmúlt években az alábbi módon változott:
| Lakosok száma | 614  | 1173 | 1334 | 1976 | 2624 | 2570 | 2550 | 2581 | 2596 | 2546 |
|               | 1875 | 1950 | 1975 | 1987 | 2012 | 2014 | 2016 | 2017 | 2021 | 2023 |

## Fekvése
Forchheimtől délkeletre fekvő település.

## Leírása
Effeltrich máig fennmaradt 12. század közepén épült: körbástyás, magas fallal körülvett erődtemploma (Wehrkirche). A templom közelében ezer évesnek datált hársfa áll.
A falu fagerendás házaival és régi népviseletükhöz hű lakosaival akik különösen ünnepi alkalmakkor érdekes látványt nyújtanak, különösen Szent György napján, amikor a pap vezetésével körbelovagolnak a templomfalak alatt (Georgiritt).

## Nevezetességek
- Erődtemplom

## Galéria

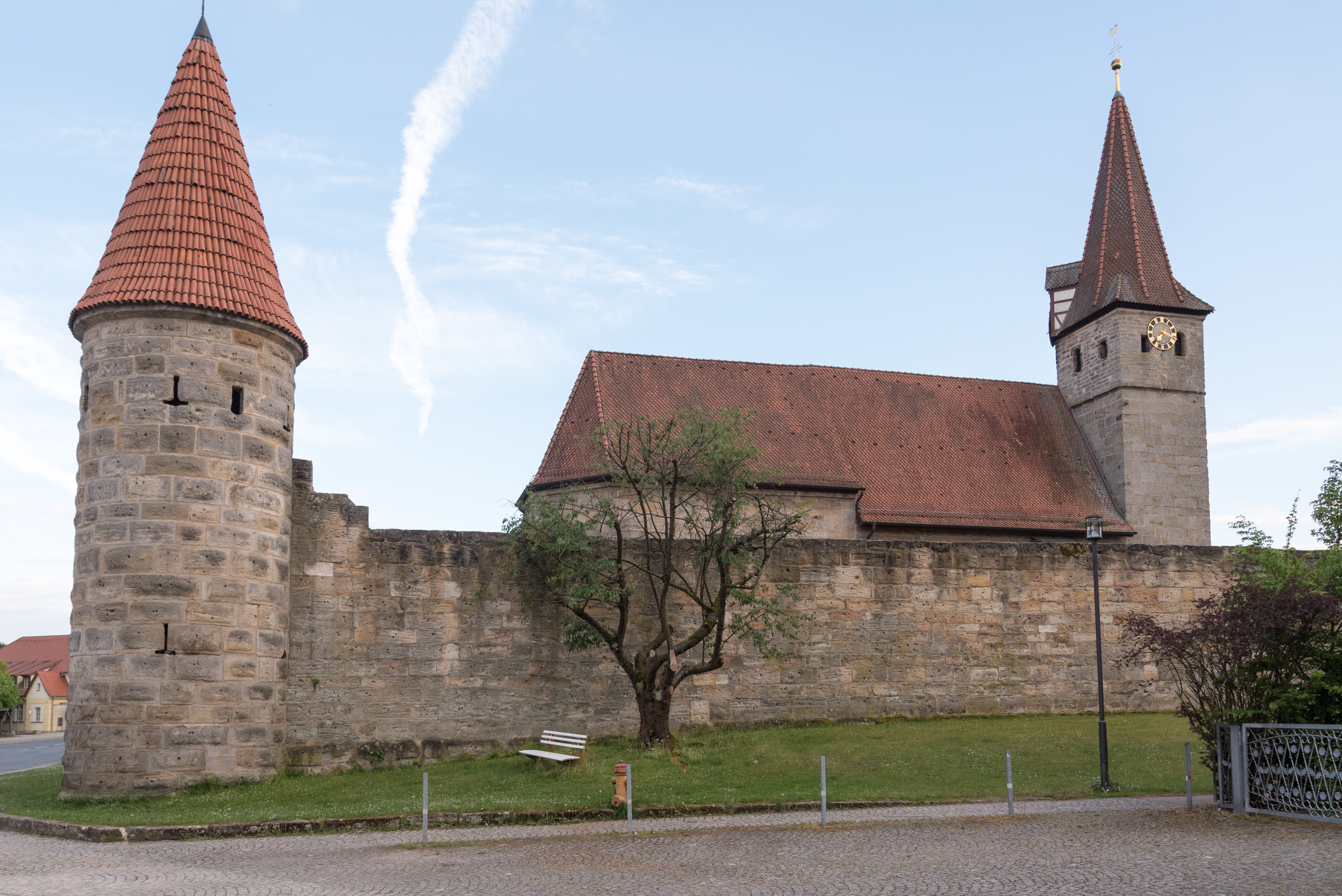
Erődtemplom
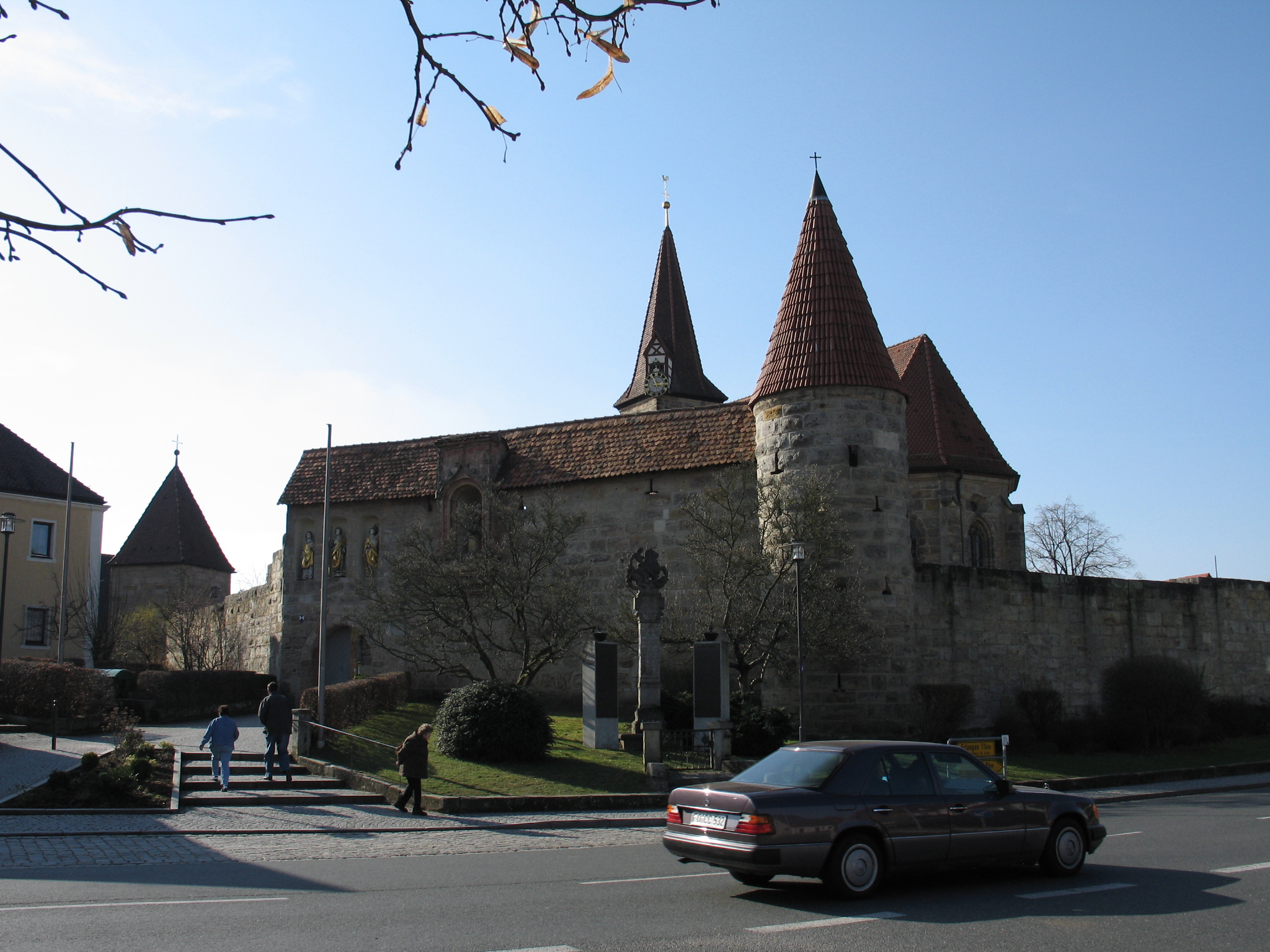
Az erődtemplom látképe
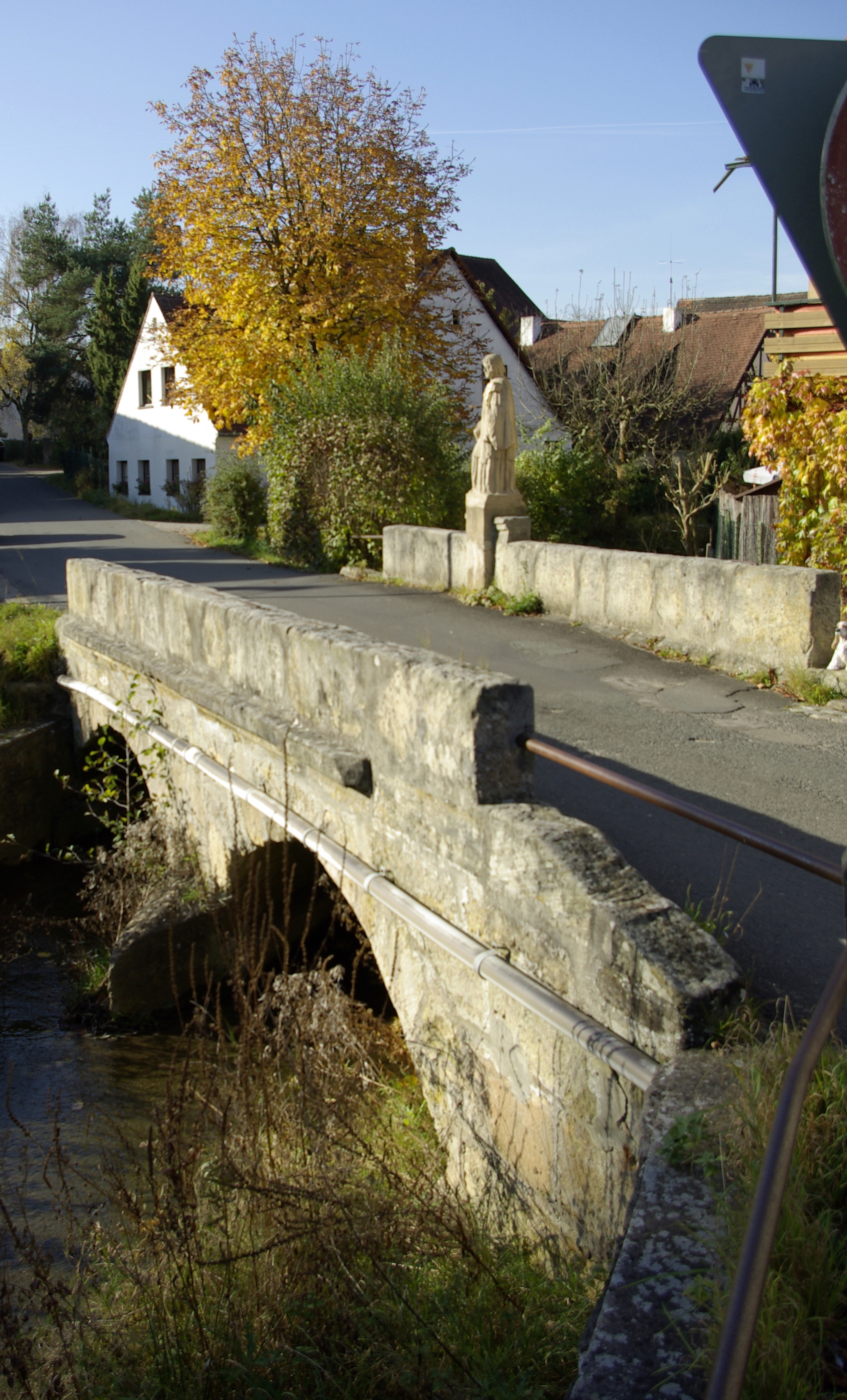
Régi híd
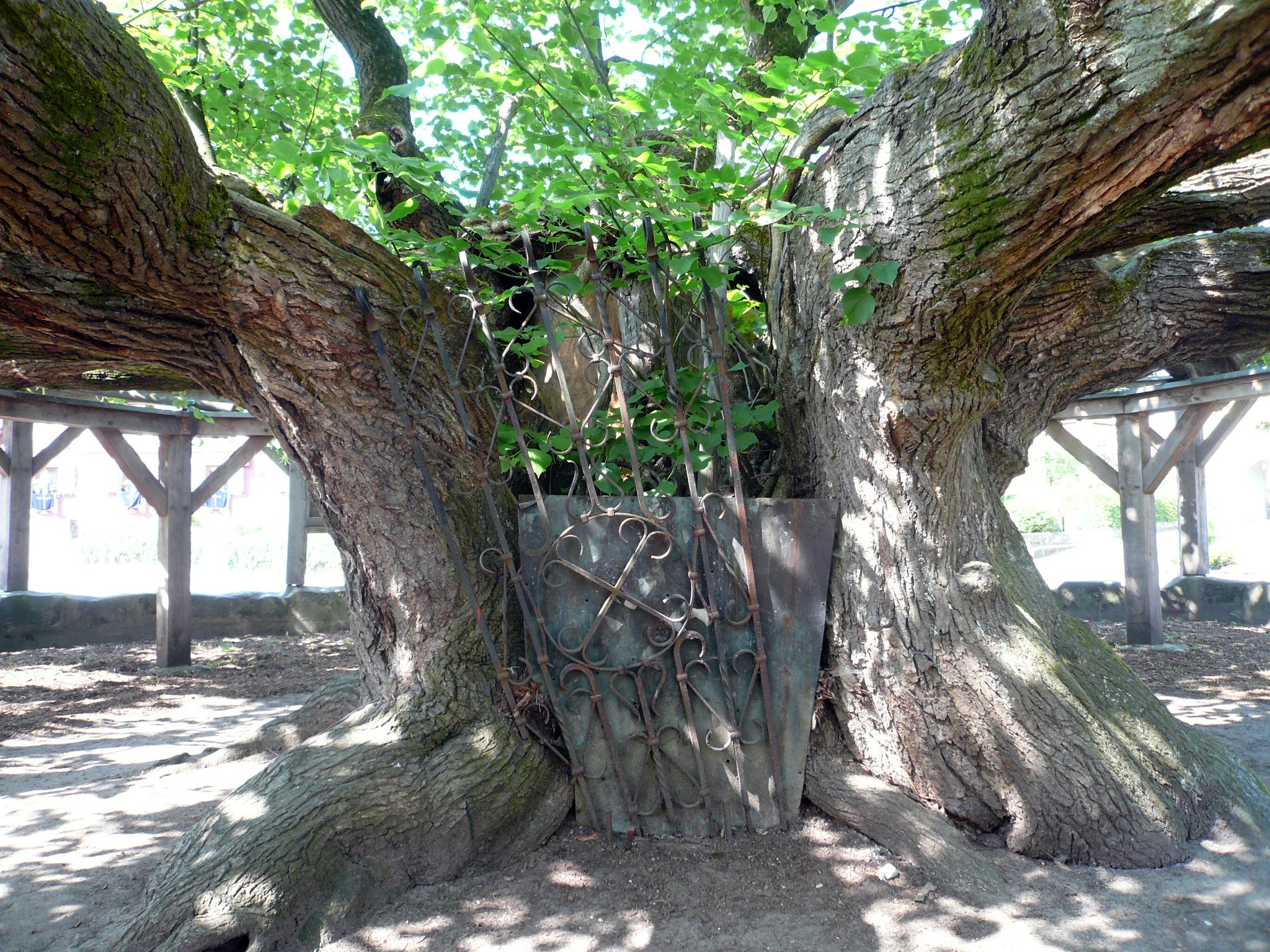
Ezeréves hárs
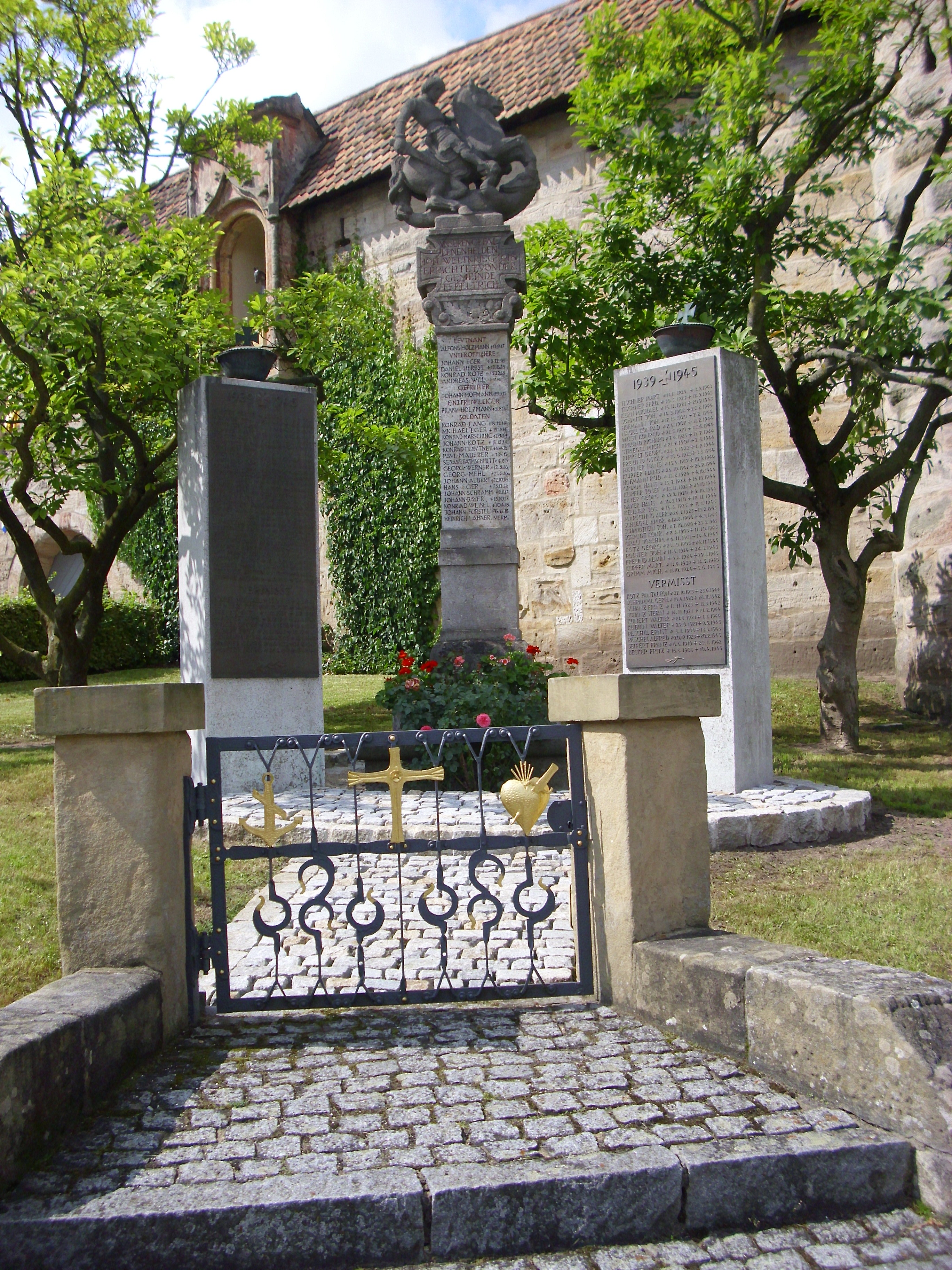
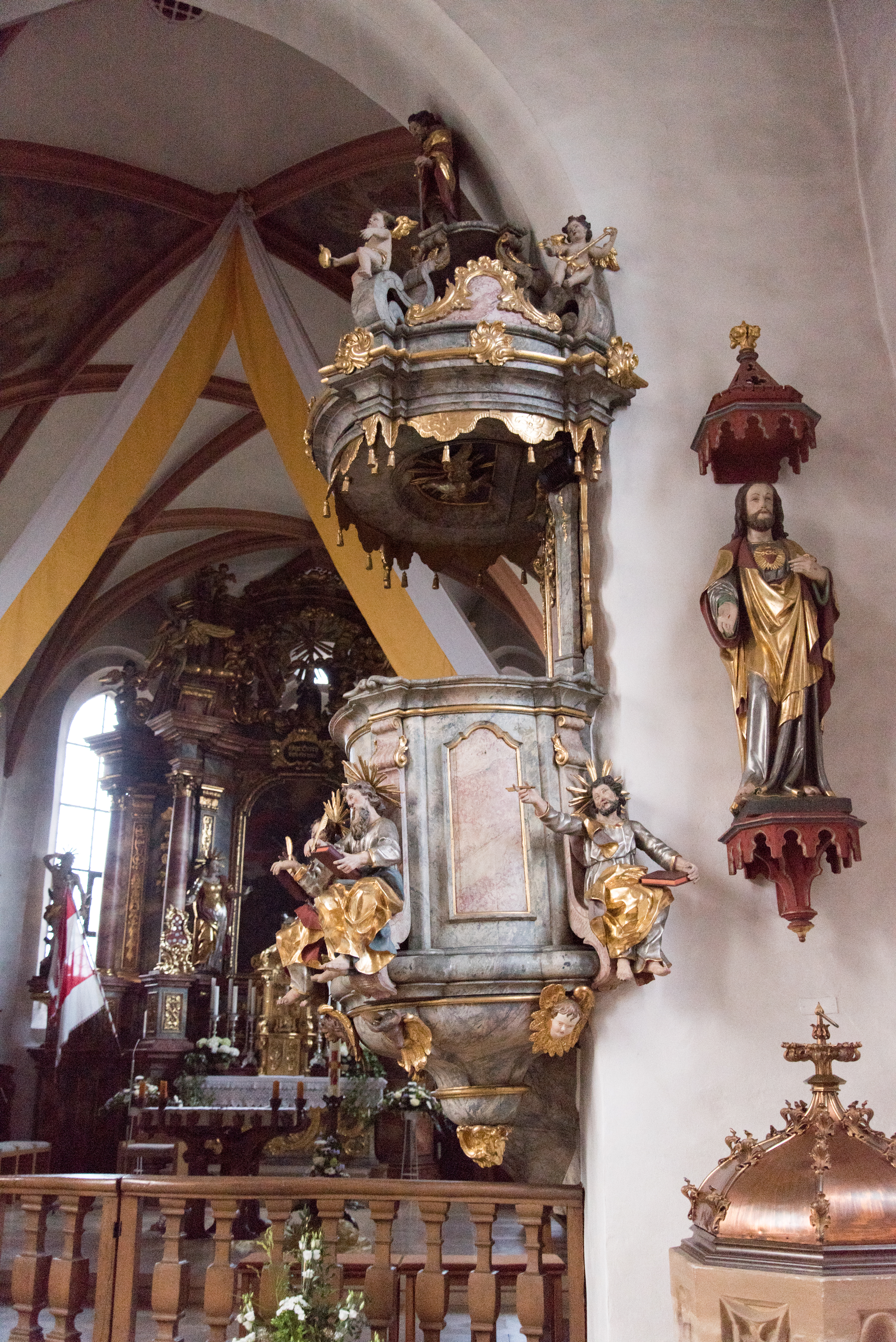